# Бажаев, Зия Юсупович
Зия́ (Зияуди́) Юсу́пович Бажа́ев (11 июля 1960, Ачхой-Мартан, Чечено-Ингушская АССР — 9 марта 2000, Химки, Московская область) — российский бизнесмен, основатель компании «Альянс».

## Биография
Чеченец. Родился в селе Ачхой-Мартан Чечено-Ингушской АССР 11 июля 1960 года. Седьмой ребёнок в семье. В 1976 году окончил Ачхой-Мартановскую среднюю школу № 1. В 1981 году окончил Краснодарский политехнический институт по специальности инженер-технолог. Кандидат технических наук.
В 1988—1991 годах работал на биохимических предприятиях в Краснодаре и Грозном. В 1992—1995 годах — президент нефтетрейдинговой компании LIA OIL, зарегистрированной в Швейцарии. В апреле 1995 года назначен главой ФГУП «Южная нефтяная компания» (ЮНКО), занимавшейся нефтедобычей в Чечне, однако в начале следующего года был отправлен в отставку под давлением правительства Доку Завгаева.
После повторного прихода к власти в республике сепаратистов деятельность ЮНКО прекратилась. С июня 1996 года работал в руководстве нефтяной компании «Сиданко», с апреля 1997 года по март 1998 года — президентом компании. Покинув «Сиданко», создал собственную нефтяную компанию «Альянс», в которую через год вошёл ранее принадлежавший «Сиданко» Хабаровский нефтеперерабатывающий завод, а ещё через год «Альянс» получил контроль над Херсонским нефтеперерабатывающим заводом на Украине.
В 1998—1999 годах разрабатывал антикризисную программу для Роснефти и проект создания национальной нефтяной компании, популярный во время пребывания Евгения Примакова в должности премьер-министра России.

### Общественная деятельность
Занимался благотворительной деятельностью.

### Гибель
Погиб в авиакатастрофе 9 марта 2000 года, находясь вместе с журналистом Артёмом Боровиком на борту разбившегося при взлёте из Шереметьева частного самолёта. Компанию «Альянс» после его гибели унаследовал сын Дени, а возглавил младший брат Муса (род. 11.05.1966 года).
Похоронен в Москве на Даниловском мусульманском кладбище.

## Семья
Братья: 
- Мавлит Бажаев (род. 1950) — член Президиума Национального Гражданского Комитета по взаимодействию с правоохранительными, законодательными и судебными органами. В ходе кампании по выборам Президента РФ в 2004 году был доверенным лицом кандидата на должность Президента В.В.Путина. Награжден орденом Дружбы (2009) и орденом Почета (2015).
- Муса Бажаев — президент и совладелец концерна «Группа Альянс»[3] — дочери Марьям и Элина[4][5].

Жена — Мадина Вахаевна Бажаева (род. 1974). Трое детей.

## Память
- Детскому хореографическому ансамблю, который он спонсировал до самой своей кончины, после его смерти было присвоено его имя[1].
- Существует благотворительный фонд имени Зии Бажаева.
- Именем Бажаева названа улица в Ачхой-Мартане[6].